# مانیلا بلوتن
مانیلا بلوتن (انگلیسی: Manila Bulletin) شرکت انتشارات فیلیپینی است، که در سال ۱۹۰۰ تأسیس شد.